# Ельдорадо (фільм, 2012)
«Ельдорадо» (англ. Eldorado) — англійський фільм жахів 2012 року.

## Сюжет
Стенлі і Олівер Розенблюм, невдачливі єврейські артисти, їдуть на черговий виступ у загублене в каліфорнійській пустелі легендарне містечко Ельдорадо. Туди ж прямує стриптизерка Джессіка, стягнувши у чоловіка валізу грошей. Шлях до бажаного селища довгий і сповнений зустрічей з різними ексцентричними людьми, та й жителі самого Ельдорадо на перевірку виявляються кровожерливим зборищем канібалів.

## У ролях
| Актор            | Роль                   |
| ---------------- | ---------------------- |
| Річард Дрісколл  | Олівер Розенблюм       |
| Деріл Ганна      | Незнайомка             |
| Пітер О'Тул      | оповідач               |
| Девід Керрадайн  | Дух провідник          |
| Джефф Фейгі      | Док Мартін             |
| Майкл Медсен     | Тед                    |
| Патрік Бергін    | Рой                    |
| Бріджит Нільсен  | Ангел                  |
| Стів Гуттенберг  | Джей Джей              |
| Лінлі Ребекка    | Джессіка Альбіно Джонс |
| Рік Мейоллк      | шеф-кухар Маріо        |
| Даррен Морган    | Стенлі Розенблюм       |
| Сільвестр МакКой | генерал Цвік           |
| Білл Мозлі       | Леммас                 |
| Робін Есквіт     | Мік Шуз                |
| Роберт Ллевелін  | Міт                    |

| Актор               | Роль             |
| ------------------- | ---------------- |
| Керолайн Манро      | Ліллі            |
| Олівер Тобіас       | Дік Вілер        |
| Васс Андерсон       | мер              |
| Мік Барбер          | Томмі            |
| Бастер Бладвессел   |                  |
| Алексіс Кейлі       | Леслі Дін        |
| Джейсон Коллінз     | менеджер         |
| Даніель Фергюсон    | нацист           |
| Лі Гейллі           | водій            |
| Майкл Ленчбері      | Міні Монтан      |
| Мелані Лайт         | стрілець         |
| Деніел Стівен Лопез | заступник Аткінс |
| Стів Манро          | Едуардо          |
| Маріус Сметс        | Білл             |
| Дейв Соммер         | людина Гора      |
| Джеймс Майкл Ранкін | людина в натовпі |